# 藤田剛
藤田 剛（ふじた つよし、1961年1月27日 - ）は、日本の元ラグビー選手、同指導者。

## プロフィール
- 大阪府出身。
- 現役時代のポジションは主にフッカー(HO)。
- 日本代表キャップは32。

## 来歴
大阪工大高校を経て、明治大学（以下、明大）に入学。大学1年時の1979年度シーズンよりレギュラーの座を掴み、同年度の全国大学選手権でも優勝に貢献。1982年度シーズンには明大の主将を務めた。
1980年、日本代表の欧州遠征初戦となるオランダ戦で初キャップを獲得。その後長年に亘って日本代表フッカーを務め、ラグビーワールドカップには1987年、1991年と2大会連続出場。1987年大会では、全3試合に出場した。
明大卒業後は日新製鋼に入社したが、選手生活の晩年、日本IBM（現在の日本IBMビッグブルー）にコーチ兼任選手として移った。現役引退後は同チーム監督を務めた。その後、クボタ（現在のクボタスピアーズ）監督、明大ヘッドコーチ、日本大学ラグビー部FWコーチを歴任した。